# Ženy a život
Ženy a život je česká filmová romantická komedie z roku 2022 režiséra Petra Zahrádky. Scénář k filmu napsala Zita Marinovová. Snímek byl hodnocen kriticky, zaznamenal ale divácký úspěch.

## Děj
Srdečná Eliška by potřebovala být daleko ráznější a uvolněnější. Je přesným opakem své sestry Ilony, ta takové problémy nemá. Obě se společně vrhnou do budování rodinného podniku. Kromě obchodu má Eliška problémy i se vztahy. Chodí s Petrem, ale není moc jasné, zda s ní hodlá dál chodit i on.

## Obsazení
- Eva Burešová jako Eliška
- Jakub Kohák jako Petr
- Aneta Krejčíková jako Ilona
- Petr Buchta jako Richard
- Veronika Freimanová jako Eliščina maminka
- Jiří Lábus jako Eliščin tatínek
- Olga Lounová jako Klára
- Jaromír Nosek jako učitel jógy
- Osmany Laffita a Eva Decastelo jako porotci
- Barbora Mottlová jako Barbie
- Jiří Ployhar jako Klářin právník

## Lokace
Většina filmu se natáčela v Roudnici nad Labem. Některé scény byly natáčeny v Praze na Smíchově a v obci Vědomice.